# 哈尔滨铁路文化宫
45°45′07″N 126°38′06″E / 45.751895°N 126.635059°E
中东铁路俱乐部旧址（又名哈尔滨铁路俱乐部），曾名為苏联红军会馆、哈尔滨铁路文化宫，现为哈尔滨铁路博物馆，是全國重點文物保護單位中东铁路建筑群的構成部分之一，亦是哈爾濱市保護建築，位於中國黑龙江省哈爾濱市南崗區西大直街84號。哈尔滨铁路文化宫本來是中東鐵路俱樂部，供中東鐵路高級官員觀賞表演和電影的，在1945年8月蘇聯紅軍接管後易名為蘇聯紅軍會館，供高級軍官娛樂。1952年末，會館交予哈爾濱鐵路局管理，易名為哈爾濱鐵路文化宮，成為鐵路工人的文化場地。文化宮被喻為哈爾濱的文化和社交中心，哈爾濱史上首家較為完備的西餐廳、首個業餘京劇團、首場露天音樂會、首個現代運動會都是在此出現。

## 歷史

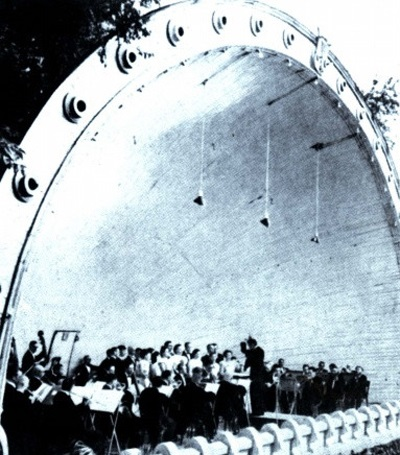
中東鐵路管理局交響樂團在俱乐部的露天剧场表演（露天剧场已在文革被毀）

### 建築物沿革及現況
1898年6月起，俄羅斯帝國在中國東北地區興建以哈尔滨为中心的中东铁路，直至1903年7月通车。期間，哈尔滨香坊在1899年建立了中东铁路俱乐部，作為中东铁路高級官員觀賞表演和電影的娛樂場所。1903年，中东铁路局因應俄羅斯帝國官员的建议，在哈爾濱南岗的西大直街兴建這座建築。俱乐部後在1905年迁至南岗，至1911年迁至此處。落成後，俱乐部在1919年和1923年先後两度扩建。
1945年8月，佔領中國東北的大日本帝國戰敗投降，出兵東北的苏联红军接管了中东铁路俱乐部，易名為苏联红军会馆，只供校官以上軍階的军官到此娱乐。在中华人民共和国建国之初，苏联红军会馆仍然由苏联方面管理；直至1952年末，苏联方面把苏联红军会馆交由哈爾濱鐵路局，会馆於是易名為哈尔滨铁路文化宫，由上流社會消遣场所變成铁路工人的文化場地。文化大革命期間，文化宫后院的露天剧场被毀。
後來，哈尔滨铁路文化宫一直沿用為文化娛樂場所。到了2016年，舊址上建設了哈尔滨铁路博物馆，博物馆佈置為哈尔滨老火车站，介紹中东铁路和松花江铁路大桥的发展历程，以及哈尔滨铁路兴建与城市发展的歷史。

### 文化價值
哈尔滨铁路文化宫被喻為哈尔滨的文化和社交中心。建成之初的中东铁路俱乐部提供電影和表演，為中东铁路高級官員提供文化娛樂，亦為藝術團體和表演者提供表演場地；在兩度易手和更名後，俱乐部仍然作文化娛樂之用。
1905年，俱乐部內設立了一所大型西餐厅，餐厅內能举行西餐宴会，是哈尔滨史上首家较为完备的西餐厅。
1936年，知名俄羅斯男低音、被譽為「世界歌王」的费多尔·伊万诺维奇·夏里亚宾在中东铁路俱乐部演出，轰动一时。其後，中东铁路管理局局长狄米特里·列奥尼德维奇·霍尔瓦特的夫人在俱乐部开办「华俄栖流所」，作為流亡俄羅斯艺术家的表演場地，吸引了俄羅斯的落魄贵族和艺术家到此开办学校，為哈尔滨培养艺术人才。
中东铁路俱乐部曾用作不少藝術團體和藝術家的演出場地，例如哈爾濱的交響樂團、合唱團、吹奏樂團、歌劇團、喜歌劇團、芭蕾舞劇團，以及俄羅斯古老藝術研究會，還有魯迅藝術學院的四個文工團（文艺宣传組織）和一個音樂工作團。中东铁路管理局业余京剧团是哈尔滨史上首個业余京剧团，成立於1926年，設於俱乐部內，成員活跃於俱乐部和铁路沿线一带。中东铁路交响乐团亦曾在俱乐部剧场舉行表演，是交响乐和芭蕾舞首次引进中国。哈尔滨史上首場露天音乐会就是在俱乐部露天劇場舉行，並可能是年度音樂活動哈爾濱之夏音樂會的雏形。此外，俱乐部旁邊的空地舉辦過哈尔滨首個现代运动会，比赛项目包括赛艇和田径等西式运动，有二十多国的侨民参赛。
在90年代，哈爾濱鐵路文化宮的剧场改为舞厅。直至2014年，文化宮內仍有舉行电影放映、舞会、交响乐团排练等文娛活動。

### 重大歷史事件
日俄战争後的1905年12月，俄羅斯官兵從中國東北南部撤退後分批來到哈尔滨，並以中东铁路俱乐部为临时兵营。
1952年12月31日，中东铁路俱乐部舉行了中东铁路移交仪式，苏联把中东铁路和附属产业移交中方，由中華人民共和國國務院總理周恩来和中央人民政府鐵道部部長滕代远等官員代表中方出席。

## 建築特色和結構
哈尔滨铁路文化宫由康·德·捷尼索夫设计，1919年和1923年的两次改扩建工程則分别由日丹诺夫、斯维利多夫負責，三人均是俄罗斯建筑师。文化宫樓高兩層，总建筑面积约為7,800平方米，採用磚木結構，仿傚莫斯科大剧院的建築風格，屬於折衷主義建築，被認為是20世纪初的折衷主義代表作。
建築物基座以块石砌筑而成，外牆為黄色，頂部有三角楣飾和楣飾两侧的女兒牆，正面有四根愛奧尼柱式壁柱，入口設於左侧。建築物內部設計具气派，有各种浮雕和花纹，天花板上悬挂七个欧式古典风格吊灯，另有蘇聯時期遺留下來的列宁油画像和塑像。

## 保護
哈尔滨铁路文化宫屬於哈爾濱市保護建築的第一类。2007年，哈尔滨铁路文化宫以「中東鐵路俱樂部舊址」的名義列入哈爾濱市文物保護單位，文化宫10米以内和周围过道和人行道劃為重点保护区，亦設一般保护区。2013年，中东铁路遗址建筑群列入第六批全国重点文物保护单位，當中文化宫是建筑群的構成部分之一。
2016年，哈尔滨铁路文化宫遭到鐵路部門在未經申報下違規拆修，拆下文化宫上的紅色名牌，封住幾個大門，並在樓體四周堆放建築垃圾；文物組織就此展開投訴，其後哈爾濱市文化廣電新聞出版局介入調查，責令停止。